# Mintonia protuberans
Espèce
Mintonia protuberans est une espèce d'araignées aranéomorphes de la famille des Salticidae.

## Distribution
Cette espèce est endémique de Singapour.

## Description
Le mâle holotype mesure 4,6 mm.

## Publication originale
- Wanless, 1984 : A review of the spider subfamily Spartaeinae nom. n. (Araneae: Salticidae) with descriptions of six new genera. Bulletin of the British Museum (Natural History) Zoology, vol. 46, no 2, p. 135-205 (texte intégral).